# Histoire des Tokelau
L'histoire des Tokelau commence avec le peuplement des atolls par des populations austronésiennes. La préhistoire des Tokelau s'achève avec les contacts avec les occidentaux et l'évangélisation. Le Royaume-Uni établit sur ces îles un protectorat dont la concrétisation politique est accomplie par la Nouvelle-Zélande.

## Préhistoire: des atolls polynésiens
Bien que des preuves archéologiques indiquent que les atolls des Tokelau ont été occupés il y a environ 1 000 ans, les traditions orales et les généalogies reconstituées font remonter l’occupation à seulement quelques centaines d’années. Il est possible que ces atolls aient servi de lien nodal en Polynésie orientale : à la fois extrême de la civilisation polynésienne et lieu de départ pour des expéditions tant vers l'Ouest que vers le Sud.
Le maintien des traits civilisationnels polynésiens s'exprime par exemple dans la mythologie (la population rendait hommage aux grandes divinités pan-polynésiennes avec une variante locale, Tui Tokelau), les structures sociales (voir ci-après), dans une certaine mesure la langue. Néanmoins, une culture spécifique a émergé qui s'exprime notamment dans la musique (voir aussi To'ere).

Les trois atolls vivent de façon assez indépendante les uns des autres tout en maintenant une grande cohésion sociale et linguistique. La société des Tokelau est alors dominée par des clans de chefs traditionnels (les aliki polynésiens) et il y a à la fois des escarmouches nombreuses et des mariages inter-îles. Fakaofo (608 habitants) a eu une légère prédominance sur Atafu (421 hab.) et Nukunonu (376 hab.). La vie sur les atolls est basée sur la subsistance, notamment le poisson et la noix de coco. Il n’y a pas de sol dans ces atolls et les fruits et les légumes ne sont pas disponibles . 

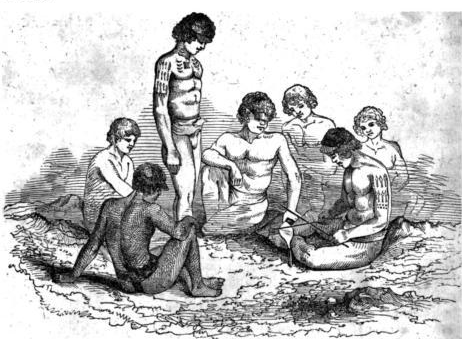
Polynésiens de Tokelau au moment du contact avec les occidentaux (atoll de Fakaofo), illustration de 1849.

## Arrivée des Européens

### Premiers contacts
Le premier Européen à apercevoir les îles est le commandant britannique John Byron le 24 juin 1764. Précisément, il arrive à Atafu et y accoste déclarant dans son journal n'y avoir trouvé aucune trace d'habitants présents ou passés . Il baptise l'île île du Duc d'York.
Le 6 juin 1769, le capitaine britannique Edward Edwards, au fait de la découverte de Byron, accoste à Atafu. Il est à la recherche des mutins de la Bounty. De son passage à terre, il note n'avoir rencontré aucun habitant permanent mais ayant vu canoës et matériels de pêche, il pense que c'est une résidence temporaire pendant la saison de pêche. Le 21 juin de la même année, Edwards a en vue Nukunonu qu'il baptise île du duc de Clarence. Il ne peut débarquer mais observe nettement des cimetières (les morais) ainsi que des canoës . L'île de Fakaofo est vue en 1835 par le capitaine Smith, à bord d'un baleinier américain.

### Des contacts à l'évangélisation
Les premiers contacts avec les Européens entraînent des changements importants dans la société des Tokelau. Les navires apportent de nouvelles nourritures, des vêtements, des outils ainsi que la connaissance de nouveaux modes de vie. Dans les années 1850, des missionnaires catholiques et protestants (de la London Missionary Society), introduisent la chrétienté qui est adoptée par tous. Au début du XXIe siècle, la majorité de la population d’Atafu est congrégationnaliste et la plupart des habitants de Nukunonu sont catholiques. À Fakaofo, 70 % sont protestants et le restant est catholique.

### Un drame constitutif d'une identité
Vers 1860, des navires péruviens cherchant de la main-d’œuvre forcée pour les mines du Pérou visitent les trois atolls et forcent 253 hommes valides à se rendre au Pérou, soit la quasi-totalité de la population active masculine. La variole et la dysenterie déciment ces travailleurs forcés et très peu (une vingtaine) reviennent aux Tokelau. Avec la perte de ces hommes et de nombreux chefs, les Tokelau se reportèrent sur des conseils des anciens, les Taupulega, afin de mieux gouverner les îles. Sur chaque île, les familles étaient représentées individuellement au sein du Taupulega.

### Le temps du protectorat
Les Tokelau passent sous protectorat britannique en 1877 (notamment pour les protéger des navires étrangers), statut qui est formalisé en 1889. Les îles de l’Union (Union Islands) sont annexées en 1916 et incluses dans la colonie des îles Gilbert et Ellice. Elles sont transférées administrativement de facto à la Nouvelle-Zélande en 1925. Il n’y a jamais eu de présence administrative résidentielle aux Tokelau, et, de ce fait, l’administration y a toujours été « légère », sans provoquer de changement substantiel dans la vie des atolls. 

## Période contemporaine

### Souveraineté néo-zélandaise
La souveraineté formelle a été transférée à la Nouvelle-Zélande par le Tokelau Act de 1948 qui rétablit l’ethnonyme. Bien que les Tokelau sont déclarées faire partie de la Nouvelle-Zélande à partir du 1er janvier 1949, elles ont gardé leur culture distincte et leur système à part.
Depuis les trois dernières décennies, les Tokelau ont progressé vers une plus large autonomie. Il existe désormais un corps législatif national et un conseil exécutif. Un pouvoir judiciaire local existe ainsi que des services publics. Des navires et des télécommunications locales permettent à l’archipel d’être relié.

### Changement de fuseau horaire
Jusqu'à décembre 2011, les Tokelau étaient de 11 heures de retard (temps universel coordonné) ( UTC ). Mais le 29 décembre 2011, à minuit, les Tokelau se sont déplacés vers [UTC +13:00], en réponse à la décision de Samoa de changer de camp de la ligne de date internationale.
Ce changement permet également un alignement plus simple avec les heures du reste de la Nouvelle-Zélande.